# Hyperolius riggenbachi
Hyperolius riggenbachi es una especie de anfibios de la familia Hyperoliidae.
Habita en Camerún y Nigeria.
Su hábitat natural incluye montanos secos, praderas tropicales o subtropicales a gran altitud, pantanos, marismas de agua dulce y corrientes intermitentes de agua dulce.
Está amenazada de extinción por la pérdida de su hábitat natural.